# آنی موریل اسمیت
آنی موریل اسمیت (انگلیسی: Annie Morrill Smith؛ ۱۳ فوریه ۱۸۵۶ – ۱۹۴۶) یک گیاه‌شناس اهل ایالات متحده آمریکا بود.